# Uông Bí
Uông Bí là một thành phố cũ trực thuộc tỉnh Quảng Ninh, Việt Nam.
Thành phố Uông Bí hiện là đô thị loại II, là trung tâm kinh tế, văn hóa, giáo dục, chính trị phía tây của tỉnh Quảng Ninh.

## Địa lý

### Vị trí địa lý

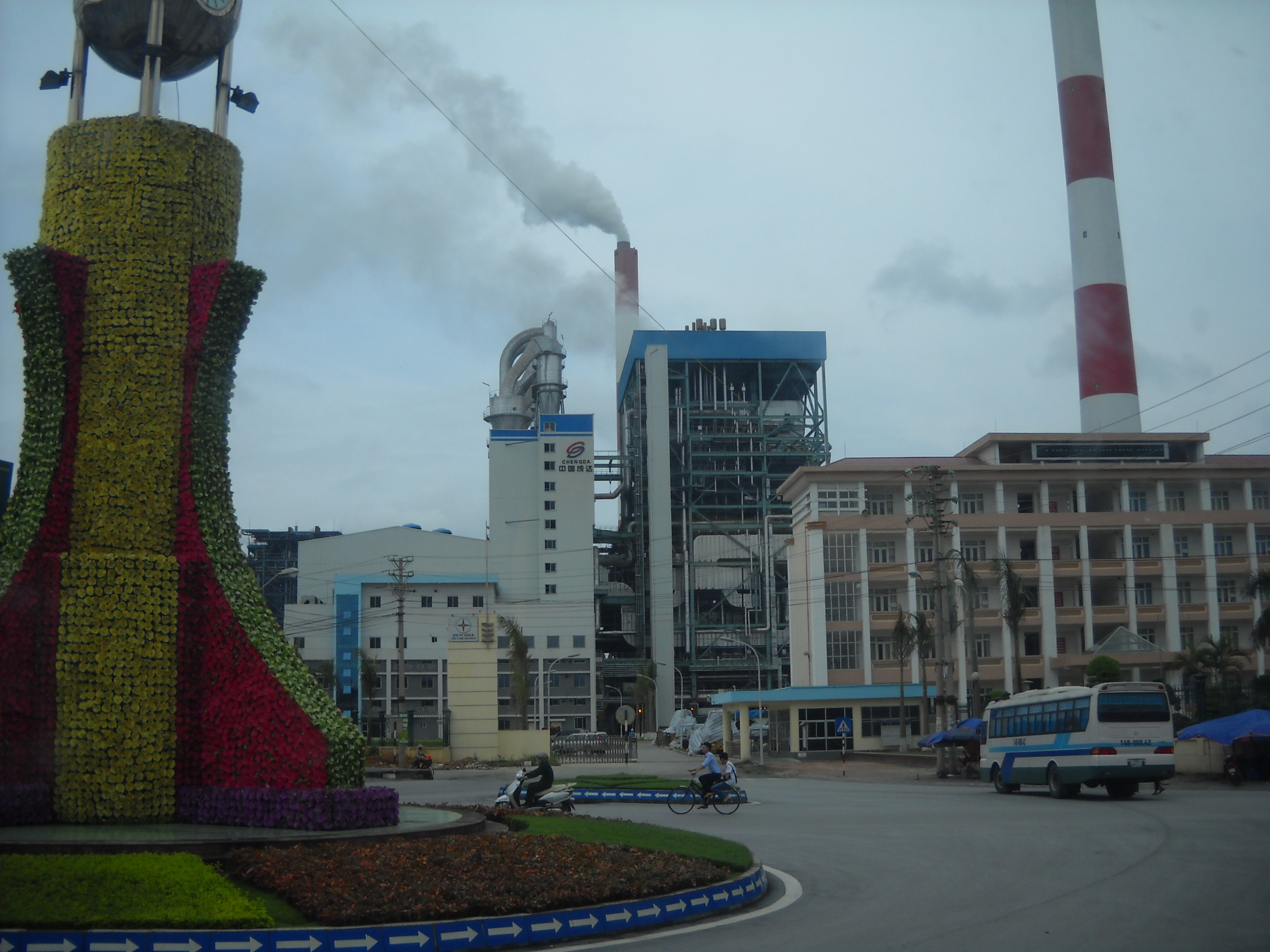
Nhà máy nhiệt điện tại thành phố Uông Bí

Thành phố Uông Bí nằm ở phía tây của tỉnh Quảng Ninh, cách trung tâm thủ đô Hà Nội khoảng 115 km về phía đông, cách trung tâm thành phố Hải Phòng gần 30 km về phía bắc và cách thành phố Hạ Long 39 km về phía tây. Có toạ độ địa lý từ 20o58' đến 21o9' vĩ độ bắc và từ 106o41' đến 106o52' kinh độ đông.
Thành phố có vị trí địa lý:
- Phía đông giáp thành phố Hạ Long
- Phía tây giáp thành phố Đông Triều
- Phía nam giáp thị xã Quảng Yên và thành phố Thủy Nguyên, thành phố Hải Phòng (qua sông Đá Bạc)
- Phía bắc giáp huyện Sơn Động, tỉnh Bắc Giang (ranh giới là dãy núi Đông Triều).[8]

Uông Bí có vị trí đặc biệt quan trọng về quốc phòng, an ninh, là tuyến phòng thủ phía đông Bắc của Việt Nam.

### Điều kiện tự nhiên

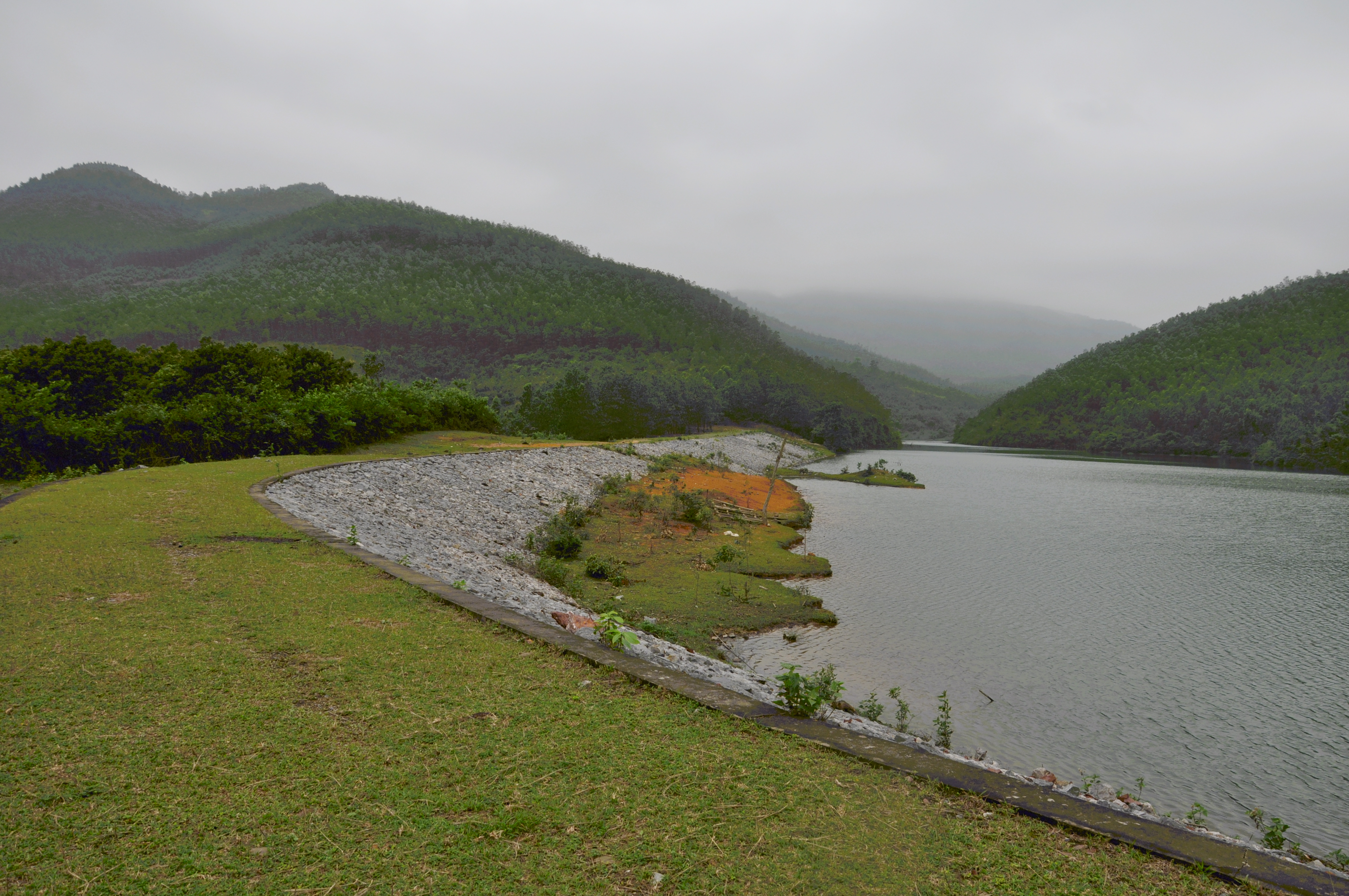
Sông Đá Bạc đoạn chảy qua thành phố Uông Bí

Địa hình Thành phố Uông Bí chủ yếu là đồi núi chiếm 2/3 diện tích, đồi núi dốc nghiêng từ phía bắc xuống phía nam. Địa hình ở đây có thể được thành 3 vùng, bao gồm vùng cao chiếm 65.04%, Vùng thung lũng, chiếm 1,2%, cuối cùng là Vùng Thấp chiếm 26,90% diện tích tự nhiên Thành phố. Thành phố Uông Bí Có hai con sông chính là sông Sinh và sông Uông, các sông này chạy theo hướng Bắc Nam.
Do vị trí địa lý và địa hình nằm trong cánh cung Đông Triều – Móng Cái, với nhiều dãy núi cao ở phía bắc và thấp dần xuống phía nam, chính vì lẽ đó đã tạo cho Uông Bí một chế độ khí hậu vừa mang tính chất khí hậu miền núi vừa mang tính chất khí hậu duyên hải. Nhiệt độ trung bình năm là 22,2 °C. Số giờ nắng trung bình mùa hè 6 – 7 giờ/ngày, mùa đông 3 – 4 giờ/ngày, trung bình số ngày nắng trong tháng là 24 ngày. Tổng lượng mưa trung bình năm là 1.600 mm, cao nhất 2.200 mm. Mưa thường tập trung vào các tháng 6, 7,8  trong năm, số ngày có mưa trung bình năm là 153 ngày. Độ ẩm tương đối trung bình năm là 81%, độ ẩm tương đối thấp nhất trung bình là 50,8.

## Hành chính
Thành phố Uông Bí có 10 đơn vị hành chính cấp xã trực thuộc, bao gồm 9 phường: Bắc Sơn, Nam Khê, Phương Đông, Phương Nam, Quang Trung, Thanh Sơn, Trưng Vương, Vàng Danh, Yên Thanh và 1 xã: Thượng Yên Công.
| \| Tên \| Diện tích (km²) \| Dân số (người) \| Mật độ (người/km²) \| \| --------------- \| --------------- \| -------------- \| ------------------ \| \| Phường (9) \| \| \| \| \| Bắc Sơn \| 27,45 \| 6.214 \| 226 \| \| Nam Khê \| 7,49 \| 8.557 \| 1.142 \| \| Phương Đông \| 23,98 \| 11.616 \| 484 \| \| Phương Nam \| 21,72 \| 12.033 \| 554 \| \| Quang Trung \| 14,05 \| 19.217 \| 1.368 \| \| Thanh Sơn \| 9,46 \| 12.707 \| 1.343 \| \| Trưng Vương \| 15,46 \| 10.020 \| 648 \| \| Vàng Danh \| 54,57 \| 13.760 \| 252 \| \| Yên Thanh \| 14,41 \| 7.337 \| 509 \| \| Xã (1) \| \| \| \| \| Thượng Yên Công \| 67,67 \| 5.419 \| 80 \| |                 |                |                    |
| Tên | Diện tích (km²) | Dân số (người) | Mật độ (người/km²) |
| Phường (9) |                 |                |                    |
| Bắc Sơn | 27,45           | 6.214          | 226                |
| Nam Khê | 7,49            | 8.557          | 1.142              |
| Phương Đông | 23,98           | 11.616         | 484                |
| Phương Nam | 21,72           | 12.033         | 554                |
| Quang Trung | 14,05           | 19.217         | 1.368              |
| Thanh Sơn | 9,46            | 12.707         | 1.343              |
| Trưng Vương | 15,46           | 10.020         | 648                |
| Vàng Danh | 54,57           | 13.760         | 252                |
| Yên Thanh | 14,41           | 7.337          | 509                |
| Xã (1) |                 |                |                    |
| Thượng Yên Công | 67,67           | 5.419          | 80                 |

## Kinh tế

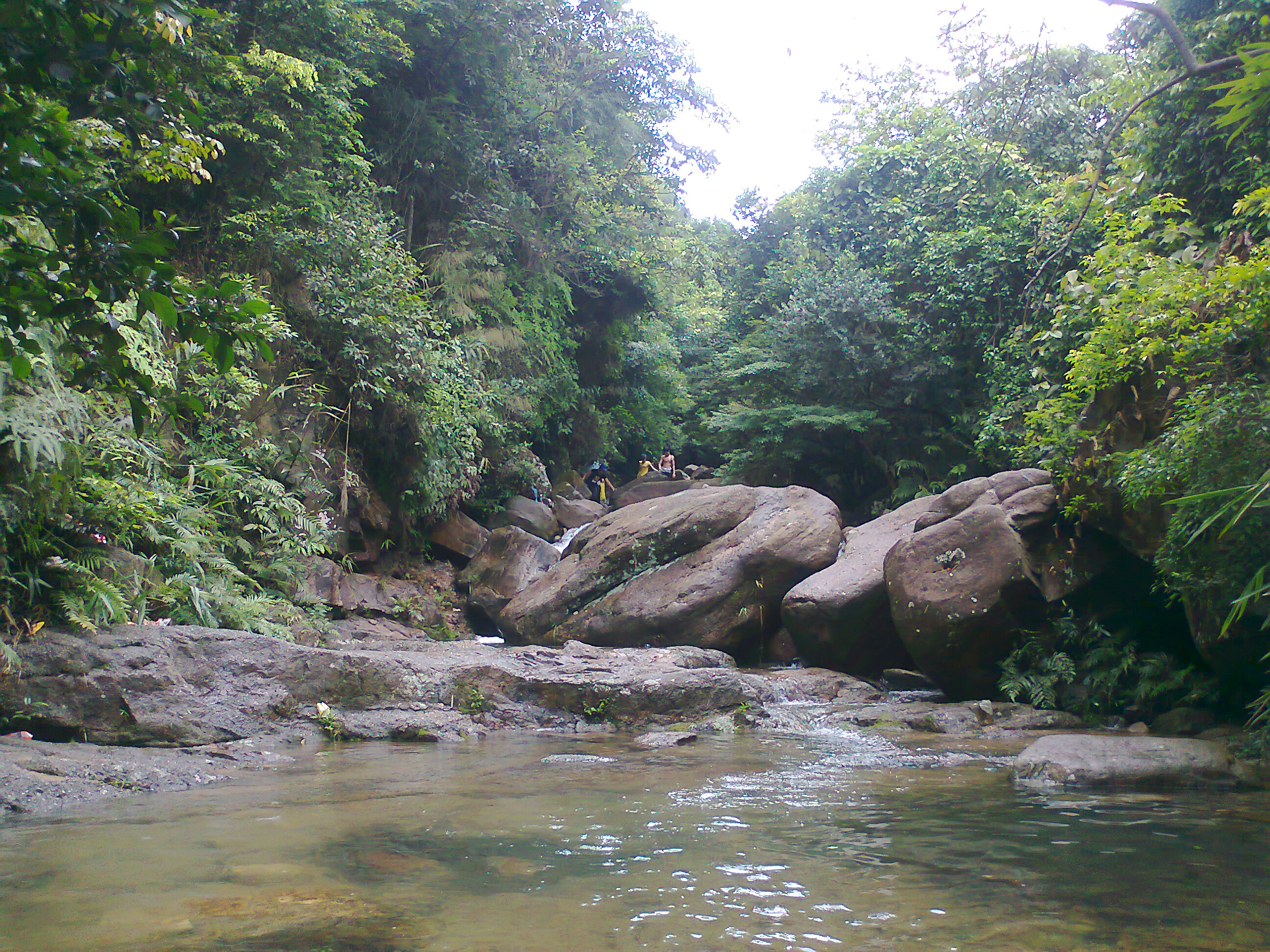
Một địa điểm du lịch ở Uông Bí

## Lịch sử